# Wang Yubo
Wang Yubo (汪雨博T, 汪雨博S, Wāng YǔbóP; Wuxi, 14 febbraio 1996) è una goista cinese.

## Biografia
Diventata professionista nel 2013, è stata promossa 2 dan nel 2016, 3 dan nel 2018 e 4 dan nel 2019, quando è arrivata seconda nel torneo di qualificazione della sfidante per il Mingren femminile, sconfitta da Zhou Hongyu.
Nel 2023 è stata promossa 5 dan. A maggio ha ottenuto il terzo posto nel torneo di selezione delle rappresentanti cinesi ai XIX Giochi asiatici, che si sarebbero tenuti nel settembre dello stesso anno. Wang ha quindi partecipato alla competizione femminile a squadre, come riserva di Wu Yiming, Yu Zhiying e Li He. Nel girone eliminatorio è entrata nelle rotazioni della squadra, vincendo due incontri con due dilettanti, una mongola e una rappresentante di Hong Kong, contribuendo al passaggio del turno della compagine cinese al secondo posto. Non ha partecipato né alle semifinali, in cui la Cina ha sconfitto per 2-1 il Giappone, né nella finale, in cui le sue compagne hanno regolato la Corea del Sud per 2-1 e vinto la medaglia d'oro.